# Toray Pan Pacific Open 2008
Il Toray Pan Pacific Open 2008 è stato un torneo di tennis giocato sul cemento. È stata la 33ª edizione del Toray Pan Pacific Open, che fa parte della categoria Tier I nell'ambito del WTA Tour 2008. Si è giocato al Ariake Coliseum di Tokyo, in Giappone, dal 15 al 21 settembre 2008.

## Campionesse

### Singolare
Dinara Safina ha battuto in finale  Svetlana Kuznecova con il punteggio di 6–1, 6–3

### Doppio
Vania King  /  Nadia Petrova  hanno battuto in finale  Lisa Raymond /  Samantha Stosur con il punteggio di 6–1, 6–4